# Panal (álbum de Nicole)
Panal es el sexto álbum de estudio de la cantante chilena Nicole, fue lanzado el 14 de noviembre de 2013 bajo el sello Chika Entertainment Inc., sus sonidos representan una nueva etapa en su carrera artística, que luego de más de 20 años la mantiene a la vanguardia musical con sonoridades cercanas al pop, a la música indie y a la electrónica.
Nicole grabó la versión acústica de la canción "Hoy" por su álbum en progreso.

## Lista de canciones
| N.º | Título                  | Escritor(es)                         | Duración |  |
| 1.  | «Panal»                 | Nicole                               | 3:46     |  |
| 2.  | «Baila»                 | Nicole                               | 4:17     |  |
| 3.  | «Románticos»            | Nicole                               | 4:00     |  |
| 4.  | «Partir»                | Nicole, Cristián Heyne               | 4:54     |  |
| 5.  | «Nuestro tiempo»        | Nicole, Cristián Heyne               | 4:00     |  |
| 6.  | «Columna vertebral»     | Nicole, Fernando Milagros            | 3:54     |  |
| 7.  | «Cuando»                | Nicole                               | 3:25     |  |
| 8.  | «Pequeñas cosas buenas» | Nicole, Cristián Heyne               | 4:28     |  |
| 9.  | «No somos extraños»     | Nicole, Cristián Heyne               | 4:33     |  |
| 10. | «Color»                 | Nicole, Ángela Acuña, Cristián Heyne | 4:15     |  |
| 11. | «Cascabel»              | Nicole                               | 4:07     |  |
| 12. | «Astronauta»            | Nicole                               | 4:07     |  |